# Carolus (1717)
Carolus var en svensk galär som byggdes på entreprenad vid Rolfsåvarvet nära Kungsbacka, och tjänstgjorde därefter vid Göteborgseskadern. Fartyget hade roder i båda stävarna.
När schoutbynacht Axel Johan Lewenhaupt tillträtt som chef för Göteborgseskadern 1711, påbörjades en upprustning av galärflottan. Lewenhaupt bekostade bygget av modeller, gjorda i Marseille, för en ny galärtyp. Han anställde också skeppsbyggmästare och tackelmästare med erfarenheter från roddflottor på Medelhavet därifrån. Kung Karl XII godkände byggandet av galärer utifrån den sista modellen 1715, försedd förutom med latinsegel, också med de franska detaljerna flyttbara roddarbänkar, och roder i båda stävarna. Den kraftigaste bestyckningen placerades i fören i likhet med modellen, tre stycken 36-punds kanoner.
Sommaren 1719 deltog galären i striderna då amiral Peder Tordenskjold anföll fästningen Nya Älvsborg, bland annat i slutstriden vid anfallet mot den av danska trupper ockuperade Lilla Aspholmen. Fartyget sänktes slutligen av danskarna i hamnbassängen på Nya Varvet vid Göteborg, när Tordenskjold genomförde sitt sista anfall mot varvsområdet den 27 september 1719.
I samband med skeppsbyggmästare Gilbert Sheldons genomgång av varvsanläggningarna i Göteborg 1750, var ett av förbättringsförslagen att den sänkta galären Carolus skulle tas upp.